# Piotr Michałowski

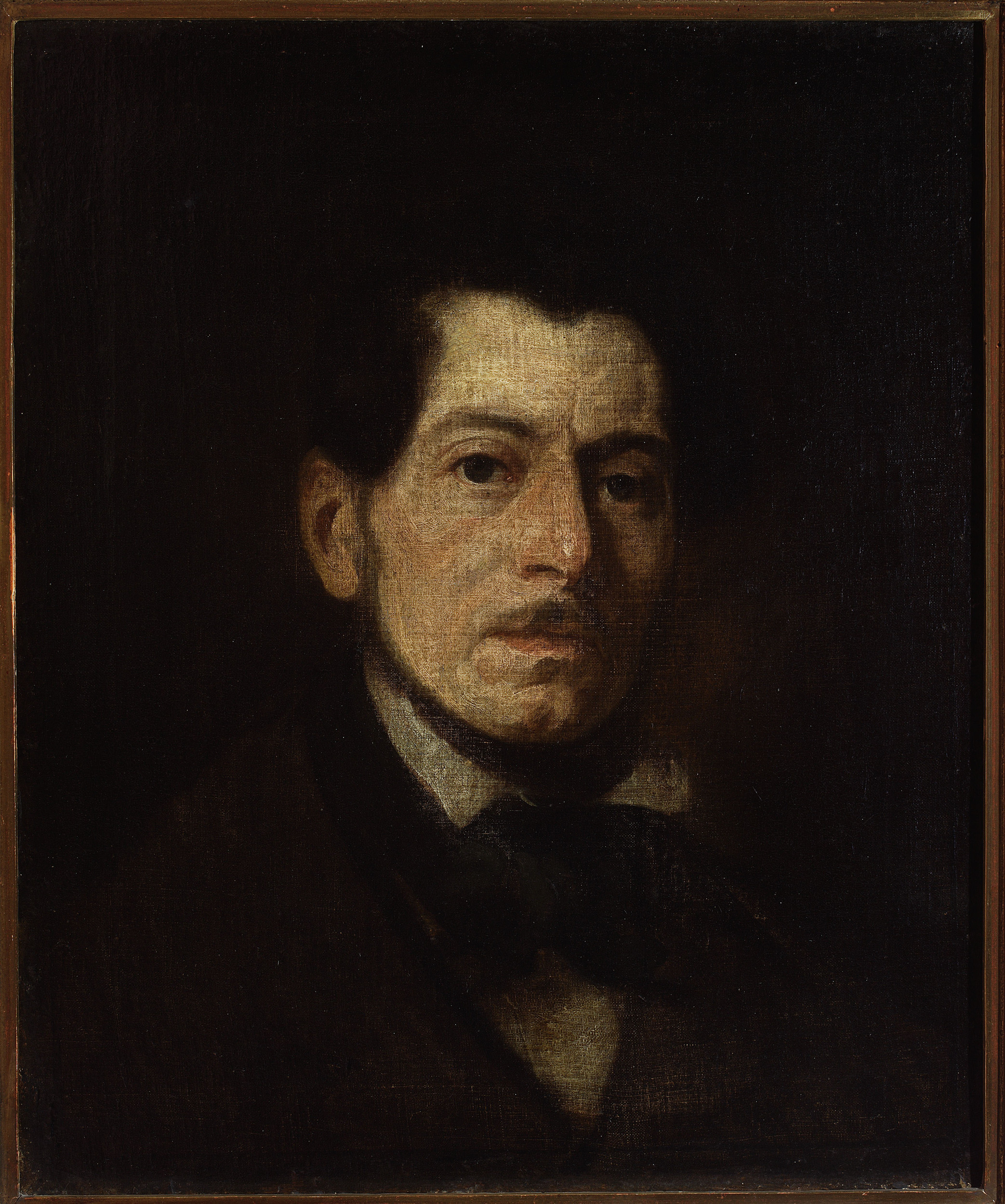
Selbstbildnis

Piotr Graf Michałowski (* 2. Juli 1800 in Krakau; † 9. Juni 1855 in Krzysztoforzyce bei Krakau) war ein polnischer Maler.

## Leben
Schon als 13-jähriger Knabe nahm er Kunstunterricht bei Michał Stachowicz und setzte seine Malerausbildung 1817 bei Józef Brodowski und ab 1818 bei Franciszek Lampi fort. Neben Kunst
studierte Michałowski Mathematik, Naturwissenschaften, Wirtschafts- und Geisteswissenschaften an der Jagiellonen-Universität in Krakau sowie Jura und Geschichte an der Universität Göttingen. 1827–1830 leitete er die Organisation der Eisen- und Stahlindustrie bei der staatlichen Schatz-Kommission in Warschau. Nach der Niederlage des Novemberaufstands, für den er die Waffen- und Munitionsproduktion organisierte, floh er nach Paris. Von dort kehrte er 1835 nach Krakau in den österreichischen Teil Polens zurück. 1848–1853 leitete er als Administrationsrat die Stadt Krakau.
In seiner Freizeit war er Maler. Er malte hauptsächlich Porträts, Schlachten und Bilder von Pferden. Er gilt als einer der wichtigsten Vertreter der Romantik in der polnischen Malerei. Seine Bilder fanden bei Pablo Picasso während dessen Besuch in Warschau große Beachtung.

## Ehrungen
- 2012: Gedenkmünze im Nominalwert von 2 Złoty der Polnischen Nationalbank.